# Chaim Herzog
Thiếu tướng Chaim Herzog (tiếng Hebrew: חיים הרצוג‎; tháng 9 năm 1918, Belfast - 17 tháng 4 năm 1997, Tel Aviv)  là một chính trị gia, luật sư và tác giả của Israel, từng là Tổng thống Israel thứ 6 của Israel giữa năm 1983 Và năm 1993. Sinh ra ở Belfast và lớn lên ở Dublin, con trai của Thiếu tá Yitzhak HaLevi Herzog của Ireland, ông đã di cư sang Palestine bắt buộc năm 1935 và phục vụ trong nhóm bán quân sự của người Do Thái Haganah trong cuộc nổi dậy của người Ả Rập năm 1936-39. Trong Quân đội Anh trong Thế chiến II, sau này là một sĩ quan, ông đã nhận được biệt danh "Vivian" vì người Anh không thể phát âm là "Chaim". Ông trở lại Palestine sau chiến tranh, và sau khi kết thúc Nhiệm vụ của Anh và Tuyên ngôn Độc lập của Israel năm 1948, đã hoạt động trong các cuộc chiến cho Latrun trong Chiến tranh Ả Rập-Israel năm 1948. Ông đã nghỉ hưu từ Lực lượng Phòng vệ Israel vào năm 1962 với bậc Thiếu tướng.
Sau khi rời khỏi quân đội, Herzog đã hành nghề luật. Năm 1972 ông là người đồng sáng lập Herzog, Fox & Ne'eman, trở thành một trong những hãng luật lớn nhất của Israel. Giữa năm 1975 và 1978 ông làm Đại diện thường trực của Israel tại Liên hợp quốc, trong đó ông bác bỏ Nghị quyết 3379 Đại hội đồng Liên hợp quốc - "Giải pháp Chủ nghĩa Do Thái là Chủ nghĩa chủng tộc" - và biểu tượng là xé toạc trước hội đồng. Herzog tham gia chính trị trong các cuộc bầu cử năm 1981, giành được ghế Knesset với vai trò là thành viên của Alignment. Hai năm sau đó, vào tháng 3 năm 1983, ông được bầu làm chủ tịch của Tổng thống. Ông phục vụ hai nhiệm kỳ năm năm trước khi nghỉ hưu năm 1993. Ông qua đời bốn năm sau đó và được chôn cất trên núi Herzl, Jerusalem. Con trai Isaac Herzog của ông đã lãnh đạo đảng Lao động Israel và cuộc phản đối của Nghị viện trong Knesset từ năm 2013.

## Tiểu sử

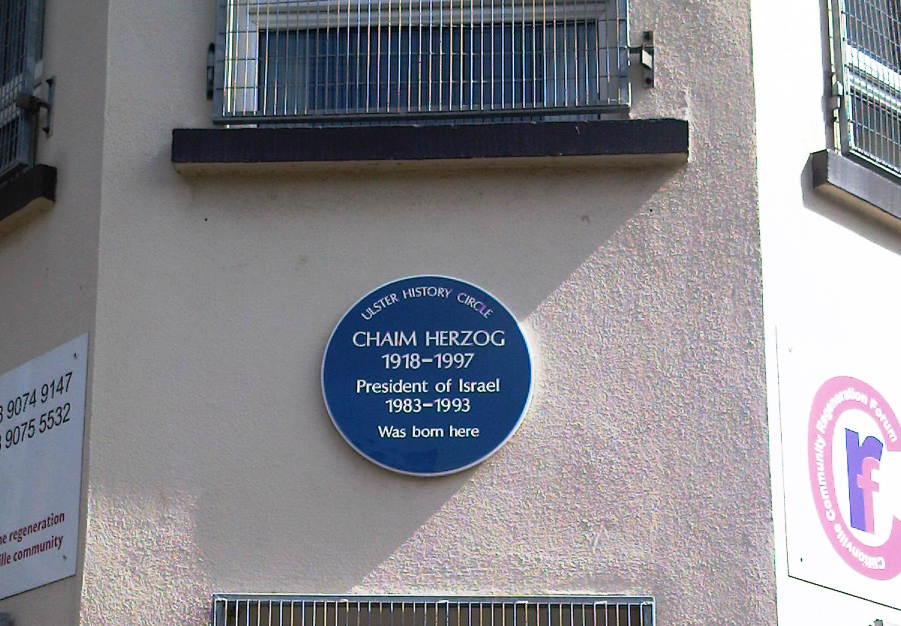
nhà Belfast, nơi Herzog ra đời, 2011

Herzog sinh ngày 17 tháng 9 năm 1918 tại đại lộ Cliftonpark ở Belfast, Ireland, con của Rabbi Yitzhak HaLevi Herzog, người là [trưởng] của Ireland từ năm 1919 đến 1937 (Và, sau đó, của [Bắt buộc Palestine] và Nhà nước Israel), và vợ ông Sara (nhũ danh Hillman)
Cha của ông được sinh ra ở [Łomża], Ba Lan, và mẹ ông ở Latvia; Ông nội của ông là học giả Talmudic Chính thống Do Thái [Shmuel Yitzchak Hillman]. Gia đình từ năm 1919 đến 33 đường phố Bloomfield, [Portobello, Dublin | Portobello], Dublin.
Cha của Herzog, một diễn giả thông thạo của ngôn ngữ Ailen, được biết đến với cái tên "Sinn Féin | Sinn Féin"] Rabbi "vì sự ủng hộ của [First Dáil] và nguyên nhân Cộng hòa Ireland trong suốt chiến tranh độc lập Ireland.
Herzog học tại Wesley College, Dublin và đã tham gia vào Liên đoàn Thanh niên của người Do Thái và [Habonim Dror], phong trào Lao động và Do Thái, trong những năm tuổi thiếu niên.

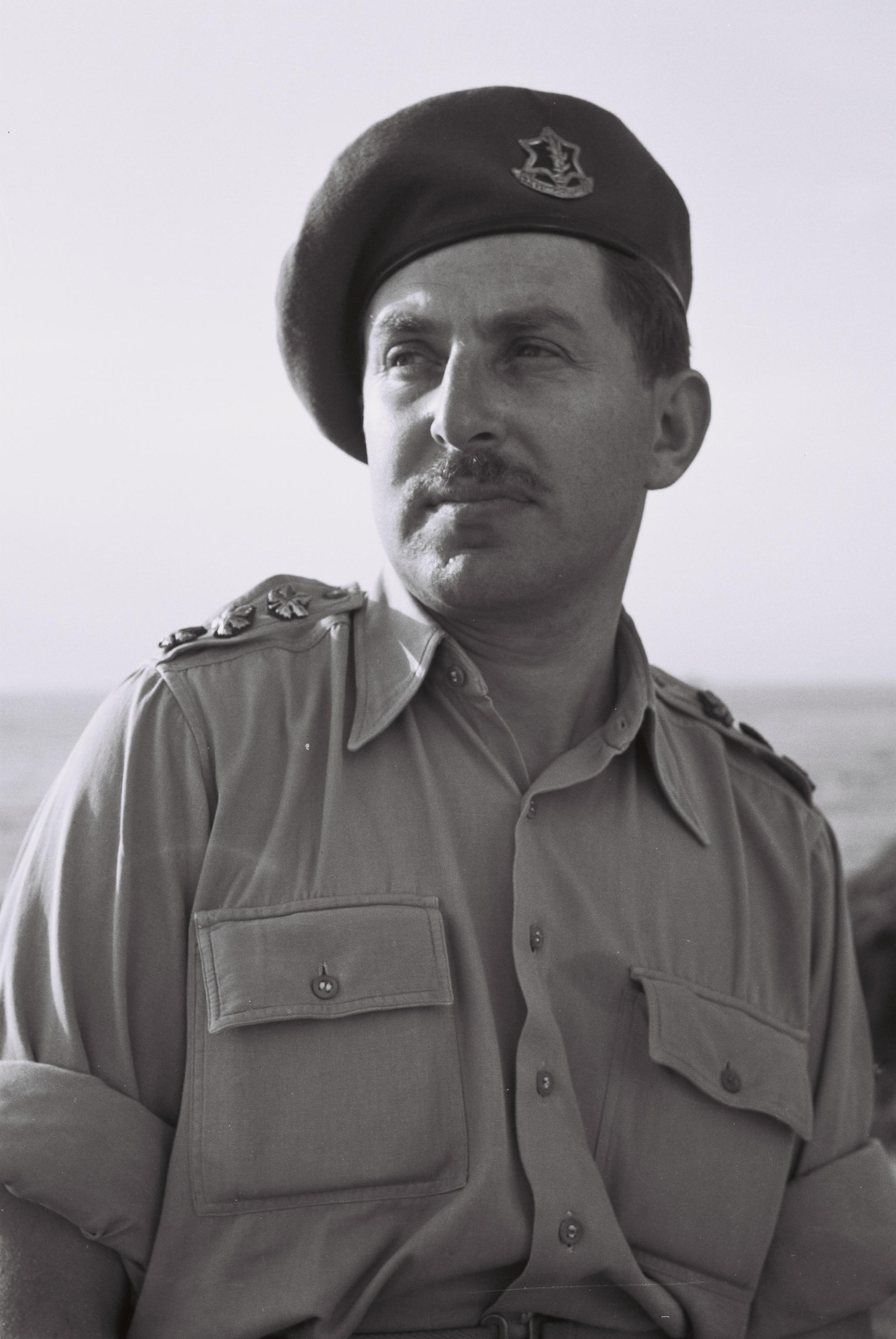
Chaim Herzog trong IDF, 1954

Gia đình di cư đến Ủy trị Palestine vào năm 1935; Herzog sau đó phục vụ trong nhóm bán quân sự Do Thái Haganah trong cuộc nổi dậy của người Ả Rập năm 1936-39 tại Palestine (1936-39 Arab revolt). Ông tiếp tục lấy bằng luật sư tại Đại học College London, và sau đó trở thành một luật sư tại Lincoln's Inn.

## Nghề nghiệp
Herzog gia nhập quân đội Anh trong chiến tranh thế giới II, hoạt động chủ yếu ở Đức như là một chỉ huy của xe tăng trong Quân đội Vũ trang. Ở đó, ông được đặt biệt danh là "Vivian" suốt đời bởi vì Anh không thể phát âm tên "Chaim". Một người lính Do Thái đã tình nguyện rằng "Vivian" là từ tiếng Anh tương đương với "Chaim"</ref>. Được đưa vào Quân đoàn Tình báo (Anh Quốc) vào năm 1943 và tham gia giải phóng một số trại tập trung của Đức Quốc xã cũng như xác định một người lính Đức bị bắt làm Heinrich Himmler. Ông rời quân đội năm 1947 với cấp bậc Thiếu tá.